# القرع العسلي

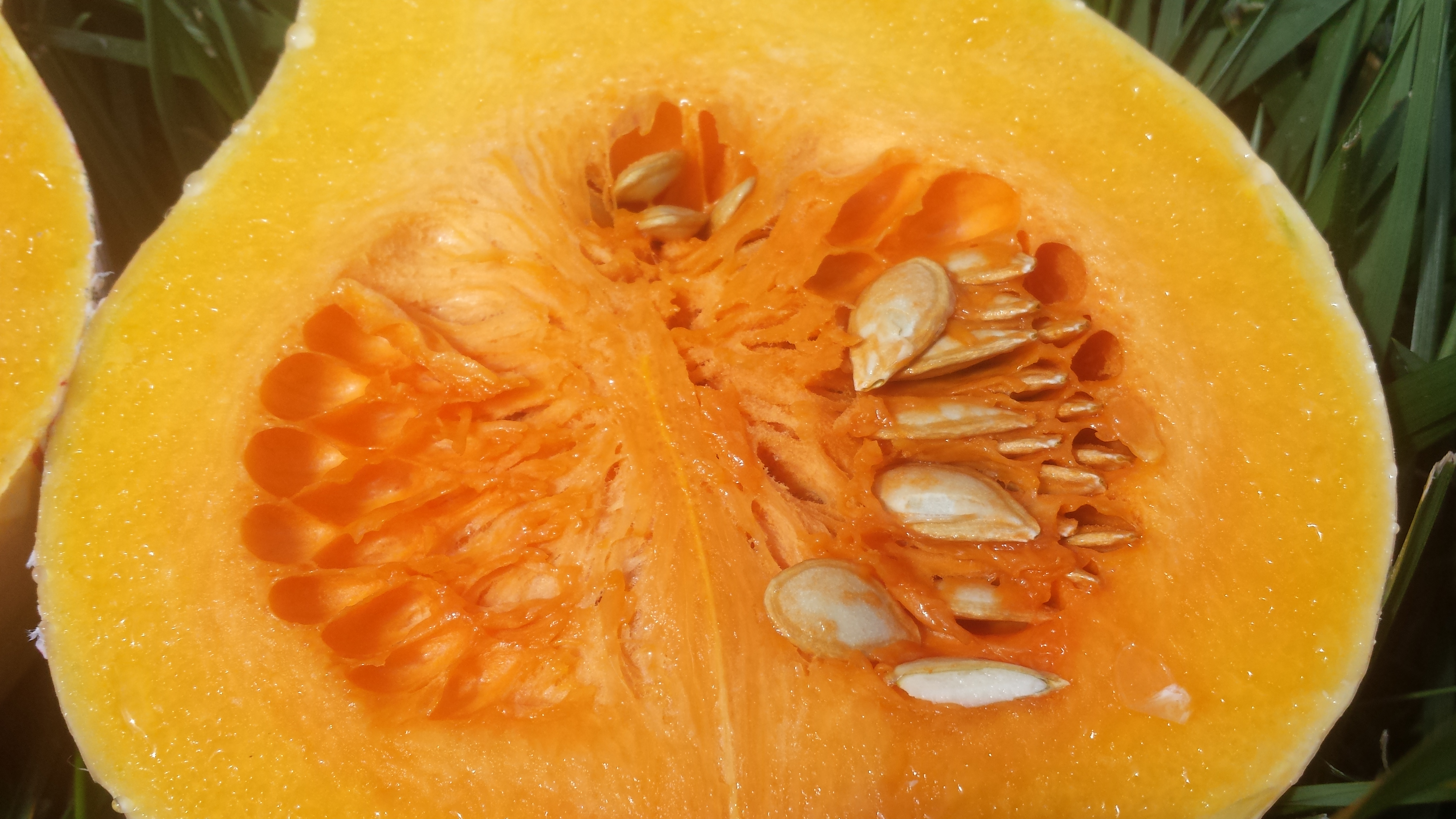
القرع العسلي مقسوم من المنتصف وتظهر بذوره في الداخل

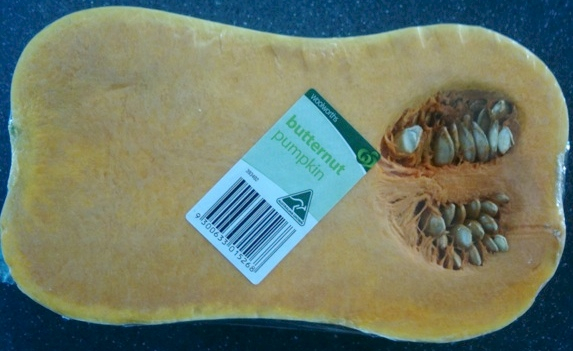
القرع العسلي

القرع العسلي ( Cucurbita moschata )، هو نوع من القرع الشتوي الذي ينمو على كرمة. لها طعم حلو وجوزي يشبه طعم اليقطين . له جلد أصفر مسمر ولب سمين برتقالي مع جزء من البذور في نهاية الزهرة. عندما تنضج، يتحول لونها إلى اللون البرتقالي الداكن بشكل متزايد، وتصبح أكثر حلاوة وأغنى طعما. يعتبر القرع العسلي مصدر ممتاز للألياف وفيتامين ج والمغنيسيوم والبوتاسيوم . وهو مصدر لفيتامين أ .
على الرغم من كونها فاكهة نباتية (على وجه التحديد، التوت) ، إلا أن القرع العسلي يستخدم بشكل طبيعي كخضروات يمكن تحميصها، أو طبخها ، أو هرسها من أجل الحساء مثل حساء القرع، أو مهروسة لاستخدامها في الطواجن ، والخبز ، والكعك ، والفطائر . وهي جزء من نفس عائلة القرع مثل اليقطين ، وكالابازا .

## التاريخ
القرع العسلي اسمه بالإنجليزية Butternut squash
Squash من كلمة ناراغانسيت askutasquash، والتي تعني "تؤكل نيئة أو غير مطبوخة" ،  وكلمة Butternut من نكهة الجوز. على الرغم من أن السكان الأصليين الأمريكيين كان قد أكلوا بعض أشكال القرع بدون طهي، إلا أن معظم أنواع القرع اليوم تؤكل مطبوخة أو مجمدة من السوق.
يعتقد الأمريكيون الأصليون أن القرع كان مغذيًا لدرجة أنهم يدفنون موتاهم معه لتغذيتهم في رحلتهم الأخيرة.
قبل وصول الأوروبيين، تم نقل C. moschata إلى جميع أنحاء أمريكا الشمالية حيث يمكن زراعته،  ولكن القرع العسلي هو نوع حديث من القرع الشتوي. تم تطويره بواسطة المزارع تشارلز ليجيت، ماساتشوستس، في عام 1944 الذي خلط أصناف القرع والقرع المعقوف.

## التخزين
يخزن القرع العسلي لمدة شهرين إلى ثلاثة أشهر. تبقى بعض الأصناف لمدة تصل إلى ستة أشهر.
من الأفضل الاحتفاظ به في درجة حرارة 10 °م (50 °ف) مع رطوبة بنسبة 50 في المائة.
للحصول على أفضل نكهة، يجب ترك القرع العسلي حتى يعالج لمدة شهرين بعد الحصاد.

### القيمة الغذائية

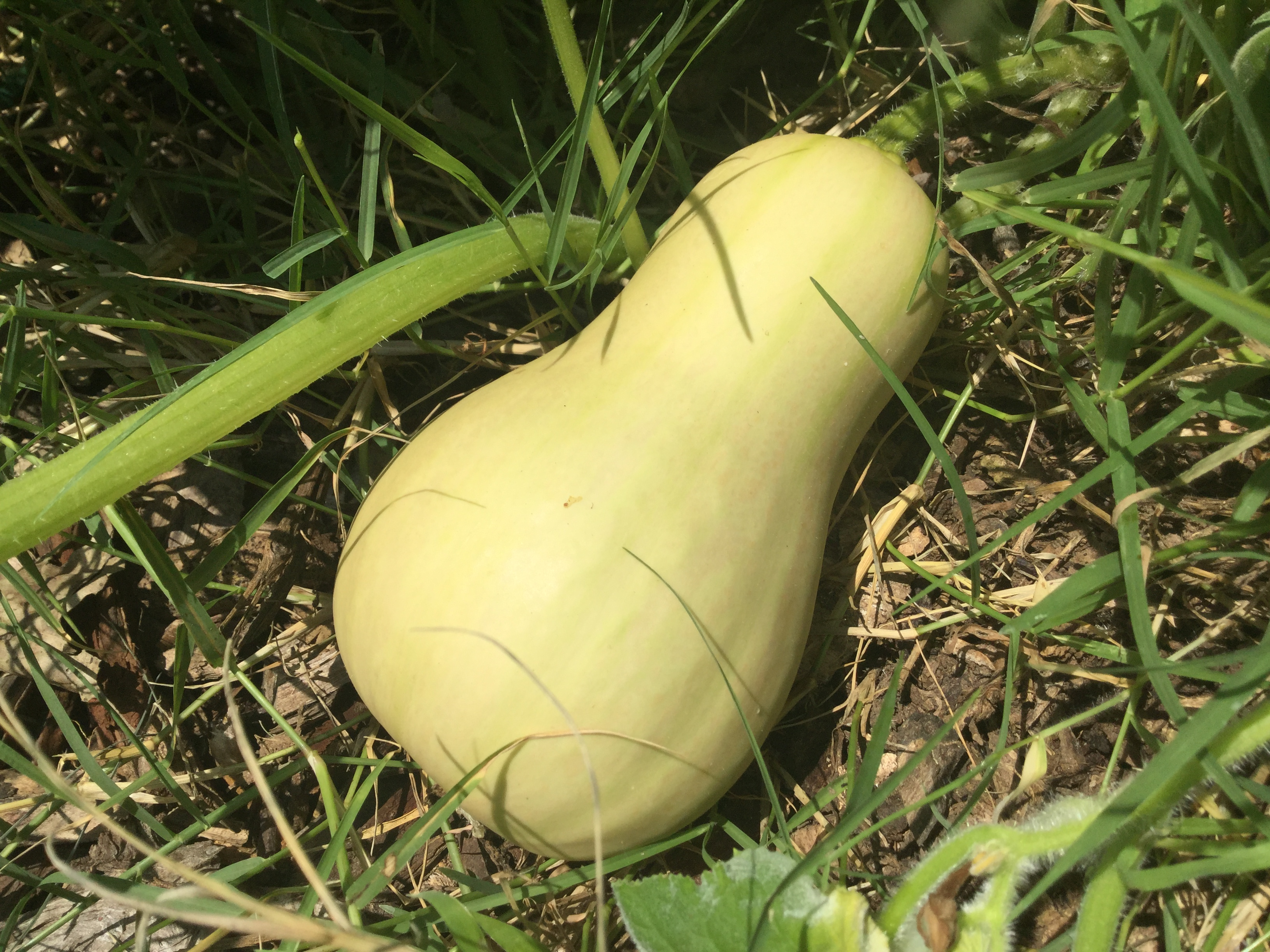
قرع عسلي ينمو في حديقة في أوكلاهوما

يتكون القرع الخام من 86٪ ماء، و 12٪ كربوهيدرات، و 1٪ بروتين، ويحتوي على دهون ضئيلة (الجدول). القيمة الغذائية ل 100 جرام 188 كيلوجول (45 كيلو سعرة) من الطاقة الغذائية، وهي مصدر لفيتامين أ غني (20٪ أو أكثر من القيمة اليومية، DV)
(67٪ DV) وفيتامين ج (25٪ DV)، ويحتوي على كميات معتدلة من فيتامين ب 6 وفيتامين هـ والمغنيسيوم والمنغنيز، كل منها يحتوي على نسبة 10-12٪ من القيمة اليومية.

### استخدامات الطهي
يعد التحميص من أكثر الطرق شيوعًا لطهي القرع. بمجرد تحميصه، يمكن تناوله بعدة طرق. يتم تحضير الفاكهة عن طريق إزالة الجلد والساق والبذور التي لا تؤكل أو تطهى عادة.
ومع ذلك، فإن البذور صالحة للأكل، سواء كانت نيئة أو محمصة، كما أن القشر صالح للأكل وعند طهيه يصير لينا.
يمكن تحميص البذور وضغطها في الزيت لإنتاج زيت بذور القرع. يمكن استخدام هذا الزيت في التحميص أو الطهي أو على الفشار أو كصلصة للسلطة.
في جنوب إفريقيا، يشيع استخدام القرع العسلي وغالبًا ما يتم تحضيره كحساء أو مشوي كامل.
عادة ما يتم تتبيل القرع العسلي المشوي بجوزة الطيب والقرفة أو محشوة (مثل السبانخ والفيتا) قبل لفها في ورق القصدير وشويها.
غالبًا ما يتم تقديم القرع العسلي المشوي كطبق جانبي والحساء كطبق مقبلات .

## أنظر أيضا
- كالابازا
- قرع كابوتشا
- قرع بلوطي
- قرع المعكرونة